# Bắc Nguyên
Bắc Nguyên (tiếng Trung: 北元; bính âm: Běi Yuán, tiếng Mông Cổ: ᠤᠮᠠᠷᠳᠤ ᠶᠤᠸᠠᠨ ᠤᠯᠤᠰ, Umardu Yuwan Ulus) là vương triều do Bột Nhi Chỉ Cân của người Mông Cổ cai trị vùng Đại Mông Cổ. Nhà Bắc Nguyên khởi đầu bằng việc người Mông Cổ mất quyền cai trị tại Trung Quốc và Tây Tạng năm 1368 và rút về Mông Cổ, và kết thúc khi bị nhà Hậu Kim của người Nữ Chân chiếm năm 1635. Thời kỳ này được đánh dấu với các cuộc đấu tranh bè phái và Đại hãn chỉ có vai trò trên danh nghĩa. Giai đoạn trước 1388, tức trước khi Nguyên Chiêu Tông bị giết gần sông Tuul, triều đại thỉnh thoảng được đề cập đến với tên gọi Bắc Nguyên. Triều đại cũng được đề cập đến với tên gọi Hậu đế quốc Mông Cổ hay Mông Cổ hãn quốc trong các tư liệu ngày nay. Người Mông Cổ ghi chép thời kỳ này với tên 40 và 4, nghĩa là 40 tumen (vạn hộ) người Đông Mông Cổ và 4 tumen người Tây Mông Cổ.
Một Hãn Mông Cổ là Đạt Diên Hãn (Dayan Khan) Batumöngke (Ba Đồ Mông Khắc/Bả Ngốc Mông Khắc/Bả Ngốc Mãnh Khả, hậu duệ của Thành Cát Tư Hãn, cùng với vợ mình là Mandukhai Khatun (Mãn Đô Hải Cáp Đồn), tái thống nhất toàn bộ Mông Cổ vào thế kỷ 15. Dù phạm vi thế lực không còn đến được Trung Nguyên, ông vẫn tự xưng Khả hãn của Đế quốc Đại Nguyên như thời huy hoàng của nó. Tuy nhiên, việc phân bổ đế quốc cho các con trai và họ hàng như là các thái ấp đã dẫn đến việc quyền lực hoàng gia bị phân tán. Với việc việc phân quyền này, có một sự liên quan đặc biệt trong tầng lớp quý tộc Bắc Nguyên và nội chiến trong nội bộ gia tộc Borjigin (tức các hậu duệ của Thành Cát Tư Hãn) vẫn chưa được biết đến cho đến tận thời trị vì của Lâm Đan Hãn (Ligden Khan, 1604–34). Tuy nhiên, giới sử Trung Quốc cho rằng triều Bắc Nguyên kết thúc với cái chết của Khôn Thiếp Mộc Nhi Hãn (Gün Temür Khan) năm 1402 và giai đoạn từ sau đó đến khi bị nhà Thanh xâm chiếm gọi là thời kỳ Thát Đát.
Sáu mươi năm cuối của thời kỳ này chứng kiến sự thâm nhập mạnh mẽ của Phật giáo Tây Tạng vào xã hội Mông Cổ. Kinh tế chủ yếu của đế chế là chăn nuôi theo lối du mục 

## Lịch sử
Người Mông Cổ dưới sự lãnh đạo của Khả hãn Hốt Tất Liệt (trị vì 1260–1294) của Đế quốc Mông Cổ (1206–1368), một cháu trai của Thành Cát Tư Hãn (trị vì 1206–1227), chinh phục toàn bộ Á Đông sau khi diệt Nam Tống vào năm 1276 và tiêu diệt phong trào kháng chiến Trung Hoa cuối cùng năm 1279. Nhà Nguyên của người Mông Cổ (1271–1368) cai trị toàn Mông Cồ, phần lớn Trung Quốc ngày nay và một phần Viễn Đông Nga trong khoảng một thế kỷ. Tuy vậy, tính ra thì người Mông Cổ thống trị Bắc Trung Quốc ngày nay trong hơn 140 năm, bắt đầu từ khi nhà Kim của người Nữ Chân bị tiêu diệt. Tuy nhiên, khi người Hán bản địa ở các vùng nông thôn phải trải qua các thiên tai như hạn hán, lũ lụt và nạn đói từ cuối thập kỉ 1340, cùng việc triều đình nhà Nguyên thiếu các chính sách ứng phó hiệu quả đã khiến họ đánh mất sự ủng hộ của người dân. Năm 1351, Hồng Cân quân bắt đầu nổi dậy và phát triển gây nên náo động trên toàn quốc. Cuối cùng, Chu Nguyên Chương, một nông dân người Hán lập nên nhà Minh ở miền Nam Trung Quốc, và cử một đội quân hướng về kinh đô triều Nguyên là Đại Đô (nay là Bắc Kinh) năm 1368. Nguyên Huệ Tông (trị vì 1333–1370), vị vua cuối cùng của nhà Nguyên, chạy về phía bắc đến Thượng Đô (nay thuộc Nội Mông) từ Đại Đô vào năm 1368 sau khi quân Minh tiếp cận. Ông cố gắng lấy lại Đại Đô, nhưng cuối cùng thất bại; ông qua đời ở Ứng Xương (nay thuộc Nội Mông) hai năm sau.

### Rút lui về Mông Cổ (1368–1388)
Tàn dư của triều Nguyên rút về Mông Cổ sau khi Ứng Xương thất thủ trước triều Minh năm 1370, và lập nên triều Bắc Nguyên. Những người thống trị Bắc Nguyên củng cố tuyên bố chủ quyền với Trung Quốc, và tiếp tục kiên trì sử dụng danh hiệu Hoàng đế (Đại hãn) của Đại Nguyên (Dai Yuwan Khaan, 大元可汗, Đại Nguyên khả hãn) để kháng cự với nhà Minh, là thế lực đang nắm giữ Trung Quốc.
Quân Minh đuổi theo quân Bắc Nguyên vào Mông Cổ năm 1372, song bị Nguyên Chiêu Tông (Ayushridar, trị vì 1370–1378) cùng tướng của ông là Vương Bảo Bảo (Köke Temür, mất 1375) đánh bại. Năm 1375, Nahacu, một viên quan của Nguyên Chiêu Tông ở Liêu Dương tấn công Liêu Đông nhằm mục đích lấy lại quyền lực cho người Mông Cổ. Mặc dù ông tiếp tục chiếm giữ miền nam Mãn Châu song Nahacu cuối cùng đầu hàng nhà Minh vào năm 1387–1388 sau một cuộc thương thảo thành công sau đó. Các lực lượng trung thành với nhà Nguyên dưới quyền lãnh đạo của Lương vương Bả Tạp Lạt Ngõa Nhĩ Mật tại Vân Quý cũng bị nhà Minh tiêu diệt trong năm 1381-1382.
Quân Minh lại một lần nữa tiến về Bắc Nguyên vào năm 1380 và cuối cùng có một chiến thắng quyết định trước quân Bắc Nguyên quanh khu vực hồ Buir (Bối Nhĩ) vào năm 1388. Quân Mông Cổ bị bắt làm tù binh và kinh đô Bắc Nguyên là Karakorum (Cáp Lạp Hòa Lâm) bị cướp phá và hủy hoại vào năm 1380. Việc này trên thực tế đã chấm dứt quyền lực của các hãn Mông Cổ trong một khoảng thời gian dài, và cho phép những người Mông Cổ Tây (Oriat) giành được quyền lực tối cao.

### Sự nổi lên của người Oirat (1388–1478)
Năm 1388, ngai vàng Bắc Nguyên trao cho Tư Khắc Trác Lý Đồ (Yesüder), một hậu duệ của A Lý Bất Ca (Arik Böke) (con trai của Đà Lôi), thay vì là hậu duệ của Hốt Tất Liệt. Sau cái chết của Nguyên Chiêu Tông (trị vì 1378–1388), Gunashiri, một hậu duệ của Sát Hợp Đài, đã lập nên một tiểu quốc của mình với tên gọi là Qara Del tại Cáp Mật (Hami). Thế kỉ sau đó đã chứng kiến các người lãnh đạo là hậu duệ của Thành Cát Tư Hãn, nhưng nhiều người trong số họ chỉ đóng vai trò tượng trưng và được các lãnh chúa, những người nhiều quyền lực nhất đưa lên ngai vàng. Từ cuối thế kỷ 14, đã xuất hiện cụm từ "thời kỳ của các vua nhỏ" (Бага хаадын үе) để chỉ thời kỳ này trong thuật chép sử đương thời. Trên một khía cạnh khác, người Oirat (người Mông Cổ Tây) ở phía tây có lập trường chống lại người Mông Cổ Đông. Trong khi người Oirat mô tả phía của họ là hậu duệ của A Lý Bất Ca và các hoàng tử khác, A Lỗ Đài (Arugtai) của A Tô Đặc (Asud) ủng hộ các hãn nhà Nguyên cũ. Các thế lực khác như Oa Khoát Đài hãn quốc đã từng cố gắng trong một thời gian ngắn nhằm thống nhất Mông Cổ dưới sự cai quản của mình.
Người Mông Cổ bị phân chia thành ba nhóm chính: Mông Cổ Tây, các nhóm Mông Cổ dưỡi sự lãnh đạo của tộc người Uriankhai ở đông bắc, và người Mông Cổ Đông nằm giữa hai nhóm này. Nhóm Uriyangkhai và một số thủ lĩnh tộc Borjigin, hậu duệ Thành Cát Tư Hãn, đã đầu hàng nhà Minh vào thập niên 1390.
Các giai đoạn xung đột với nhà Minh diễn ra xen kẽ với các thời kỳ hòa bình và có thương mại giữa hai bên. Năm 1402, Quỷ Lực Xích (Örüg Temür Khan) đã bãi bỏ tước hiệu Đại hãn; song ông đã bị đánh bại bởi Bản Nhã Thất Lý (Öljei Temür Khan, trị vì 1403–1412), đệ tử của Thiếp Mộc Nhi (Timur Lenk, mất 1405) vào năm 1403. Hầu hết quý tộc Mông Cổ dưới chướng của A Lỗ Đài (Arugtai) đã sát cánh với Bản Nhã Thất Lý. Dưới thời Minh Thành Tổ (trị vì 1402–1424), nhà Minh đã can thiệp để chống lại bất kỳ lãnh đạo nào quá mạnh, làm tăng thêm xung đột Mông Cổ Đông-Oriat. Năm 1409, Bản Nhã Thất Lý và A Lỗ Đài đã tiêu diệt một đội quân Minh, do vậy Minh Thành Tổ đã cho tấn công cá nhân hai người tại sông Kherlen. Sau cái chết của Bản Nhã Thất Lý, người Vệ Lạp Đặc dưới quyền lãnh đạo của Bahamu (mất 1417), ông đã được phong làm Arik-Bokid, Đáp Lý Ba Hãn (Delbeg Khan) vào năm 1412. Mặc dù, nhà Minh khuyến khích người Oirat tấn công người Mông Cổ Đông, họ đã không còn ủng hộ khi người Oirat trở nên hùng mạnh. Sau năm 1417 A Lỗ Đài một lần nữa lại chiếm ưu thế, và hoàng đế nhà Minh đã cho mở chiến dịch chống lại ông vào năm 1422 và 1423. Người kế vị của Bahamu là Thoát Hoan (Toghan) đã đẩy A Lỗ Đài về phía đông Đại Hưng An Lĩnh vào năm 1433. Người Oirat đã giết chết ông tại phía tây Bao Đầu vào năm sau. Đồng minh của A Lỗ Đài là A Đại Hãn (Adai Khan, trị vì 1425–1438) cũng bị sát hại sau đó.
Thoát Hoan chết sau khi đánh bại A Đại Hãn. Con trai của ông là Dã Tiên (Esen, trị vì 1438–1454) đã đưa người Oriat lên đỉnh cao quyền lực của họ. Về danh nghĩa nằm dưới quyền các hãn bù nhìn là hậu duệ nhiều đời của Thành Cát Tư Hãn, ông đẩy lùi vua Moghulistan (Mông Ngột Nhi Tư Thản) và tiêu diệt Tam Bảo nhà Minh ban cùng Qara Del và Nữ Chân. Năm 1449, ông đã bắt được Minh Anh Tông, phòng tuyến phía bắc của nhà Minh sụp đổ. Dã Tiên và anh em trai của mình cai trị như những taishi của hãn nhưng sau khi giết vị hãn nổi dậy là Thoát Thoát Bất Hoa (Tayisung, trị vì 1433–53) và anh em trai A Cát Đa Nhĩ Tể (Agbarjin) vào năm 1453, Dã Tiên đã giành ngôi vị hãn về mình. Tuy nhiên, không lâu sau đó ông bị chingsang Alag lật đổ. Cái chết của ông phá vỡ sự thống trị của người Oirat cho đến khi họ phục hồi vào đầu thế kỷ thứ 17.
Từ sau cái chết của Dã Tiên vào năm 1481, nhiều lãnh chúa khác nhau của Kharchin, Belgutei và Ordos đã chiến đấu để giành quyền kế vị và được tôn làm hãn Dòng dõi Thành Cát Tư Hãn. Dưới thời trị vì của mình, Mãn Đô Lỗ (Manduulun, 1475–1478) đã giành chiến thắng trước hầu hết các lãnh chúa khác trước khi ông qua đời vào năm 1478.

### Phục hồi (1479–1540)
Vị hãn mới là một hậu duệ của Thành Cát Tư Hãn, đã lấy tên hiệu là Dayan nghĩa là "Đại Nguyên", ám chỉ đến nhà Nguyên. Mãn Đô Lỗ và khả đôn là Mãn Đôn Hải đã đánh bại uy quyền của người Oriyat. Lần đầu tiên người trị vì mới điều hành với hệ thống taishi. Taishi kiểm soát hầu hết người Mông Cổ Hoàng Hà. Tuy nhiên, một trong số họ đã giết con trai của hãn Đại Nguyên và nổi dậy. Hãn Đại Nguyên đã đánh bại hoàn toàn cuộc nổi dậy của người Mông Cổ vùng tây nam vào năm 1510 với sự giúp đỡ của đồng minh Unebolad wang và Bốn Oirat. Triều đình về sau đã bãi bỏ các tước vị của triều Nguyên cũ như taishi, chingsang, pingchan và chiyuan.
Nhà Minh đóng cửa biên giới và giết chết sứ thần của ông. Đại Nguyên Mông Cổ tiến quân vào Trung Quốc và đánh chiếm một chư hầu Mông Cổ của Minh. Người Oirat trợ giúp cho các chiến dịch của ông tại Trung Quốc. Ông tổ chức lại người Mông Cổ Đông thành 6 tümen (nghĩa là "vạn") như sau.
- Tả:
  - Khalkha tumen: Phía bắc 7 otog (Jalaid, Besud, Eljigin, Gorlos, Khukhuid, Khatighin, và sau đó thêm Uriyangkhai) và Phía nam 5 otog (Baarin, Jarud, Bayagud, Uchirad và Qongirat)
  - Chahar tumen: Abaga, Abaganar, Aokhan, Dorvon khuukhed, Kheshigten, Muumyangan, Naiman, Onginuud, Khuuchid, Sunid, Uzemchin, và Urad[18]
  - Uriankhai tumen. Về sau bị giải thể.
- Hữu:
  - Ordos tumen:
  - Tümed tumen:
  - Yöngshiyebü tumen: (bao gồm Asud và Kharchin)

Chúng mang cả hai chức năng quân sự và cơ quan hành chính bộ lạc. Người Khalkha Bắc và Uriyankhan gắn bó với người Khalkha Nam ở miền đông Nội Mông Cổ và Doyin Uriyangkhan và Tam Bảo theo lần lượt. Sau cuộc nổi dậy của người Uriankhai miền bắc, họ đã bị chinh phục vào năm 1538 và hầu hết bị người Khalkha Bắc thôn tính. Tuy nhiên, quyết định chia tumen cho các con trai của ông, hay taiji, và con rể của taiji địa phương đã làm suy yếu hệ thống quyền lực của Bát Nhĩ Tể Cát Đặc song đã tạo ra một tình hình hòa bình trong nước và mở rộng ra bên ngoài trong một thế kỷ.

### Suy yếu (1540–1600)
Năm 1540, một quỹ đạo mới của các taiji và các tabunang địa phương (phò mã) của các taiji đã nổi lên trong tất cả các lãnh địa của Đại Nguyên. Khả hãn và jinong (thái tử) chỉ có quyền lực trên danh nghĩa đối với 3 tumen hữu. Đạt Tê Tốn (Darayisung Gödeng Khan) (trị vì 1547–1557) đã trao tước hãn cho người bà con là Yêm Đáp Hãn (Altan Khan), kiểm soát Tumed và Bayaskhul, và cũng kiểm soát Kharchin. Nền hoà bình tản quyền của người Mông Cổ được dựa trên sự thống nhất tôn giáo và văn hóa tạo ra bởi các hệ thống nghi lễ thờ cúng.

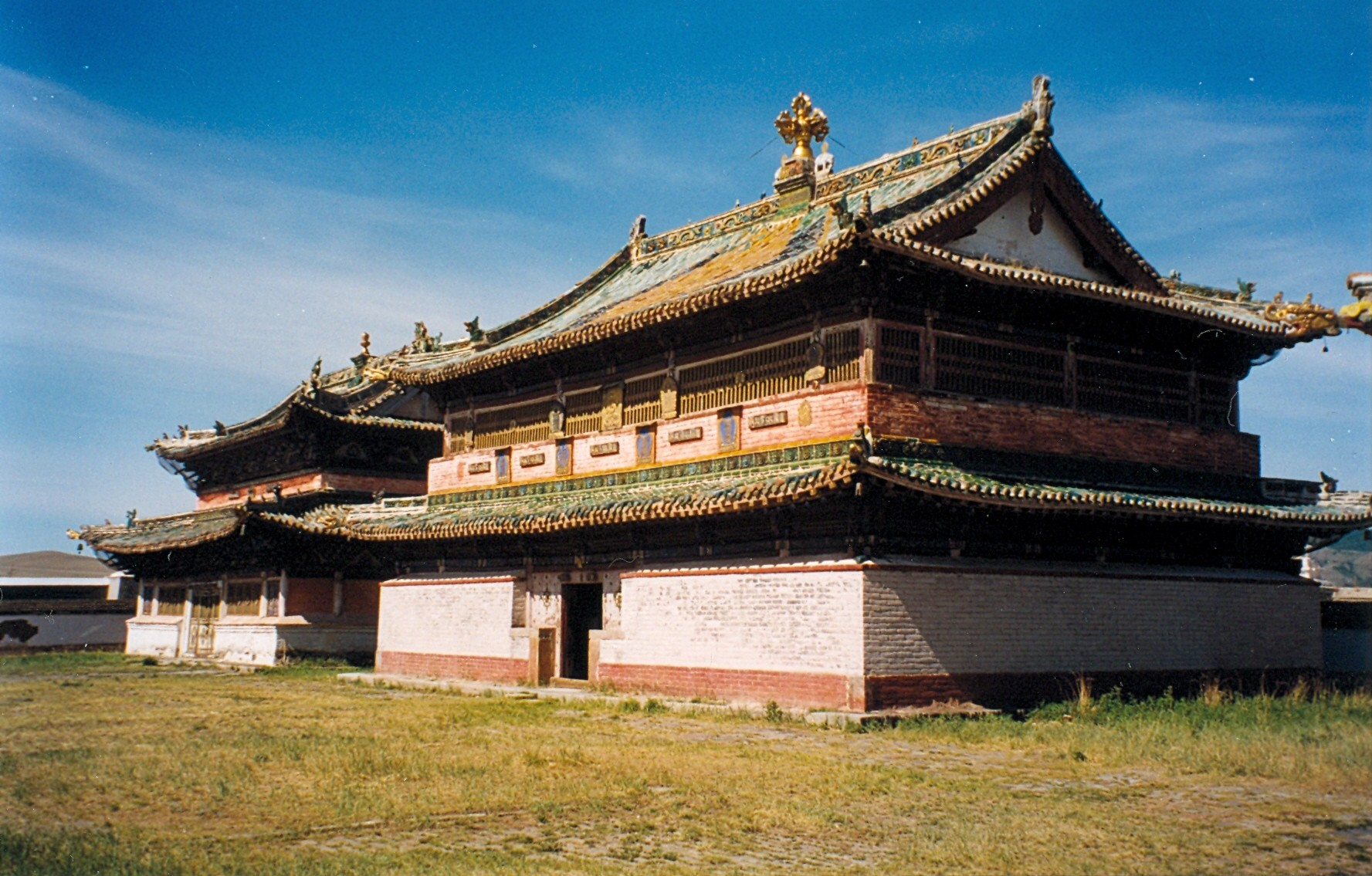
Ngôi chùa của Tu viện Phật giáo Erdene Zuu xây vào thế kỷ XVI

Một loại bệnh dịch đậu mùa cùng việc không có thương mại đã khiến người Mông Cổ tràn sang cướp bóc tại các huyện của Trung Quốc. Năm 1571, nhà Minh đã mở cửa giao thương với 3 Tumen Hữu. Việc chuyển đổi sang Phật giáo với quy mô lớn trong Ba Tumen Hữu diễn ra từ năm 1575, được xây dựng trên tình hữu nghị của các thành viên là hậu duệ Thành Cát Tư Hãn. Đồ Môn Thát Đát (Tümen Jasagtu) đã chọn một tu sĩ Phật giáo Tạng của phái Karma-pa. Năm 1580 người Khalkha Bắc tuyên bố người đứng đầu của họ là hoàng thân Đại Nguyên, Abtai Khan, là hãn. Đại diện của tất cả người Mông Cổ, bao gồm cả người Oirat, đã ủy nhiệm cho triều đình của Đồ Môn Thát Dát, người đã chinh phục Koko Nur và soạn một điều luật mới.
Đến cuối thế kỷ 16, Tam Bảo mất đi sự tồn tại như là một nhóm riêng biệt. Fuyu của họ bị sáp nhập vào Khorchin sau khi họ chuyển đến sông Nonni. Hai nhóm khác, Doyin và Tai'nin, bị sáp nhập vào Năm Khalkha.

### Thất thủ (1600–1635)
Vào thế kỷ 17, người Mông Cổ nằm dưới ảnh hưởng của người Mãn Châu, là những người đã lập nên Hậu Kim. Hoàng thân của Khorchin là Jarud và người Mông Cổ Khalkha Nam đã thành lập một liên minh chính thức với người Mãn từ năm 1612 đến 1624. Bực tức trước việc này, Lâm Đan Hãn (Ligdan Khan), vị khả hãn cuối cùng tại Chahar, đã không thành công trong việc tấn công họ năm 1625. Ông đã bổ nhiệm các vị quan của mình quản lý các tumen và thành lập một đội quân ưu tú để ép buộc phe đối lập. Cuộc nổi dậy quy mô lớn đã nổ ra vào năm 1628. Chahar dưới sự chỉ huy của Lâm Đan Hãn đã đánh bại quân đội của các chúa liên minh với Mãn Châu và một đội quân phụ của Mãn Châu song đã chạy trốn khi phải đối mặt với lực lượng Mãn Châu được cử đến để trừng trị. Lâm Đan chết trên đường đến Tây Tạng để trừng phạt giáo phái dGe-lugs-pa năm 1634. Con trai ông là Ngạch Triết (Ejei), đã đầu hàng Mãn Châu và được cho là đã đưa Quốc ấn của Khả hãn Đại Nguyên cho hoàng đế nhà Thanh là Hoàng Thái Cực vào năm sau (tháng 2 năm 1635), chấm dứt triều Bắc Nguyên.